# Censo de México de 2010
El Censo de Población y Vivienda 2010 de México se realizó entre el 31 de mayo y 25 de junio de dicho año. Fue llevado a cabo por el Instituto Nacional de Estadística y Geografía (INEGI). Fue el decimotercer censo llevado en ese país desde 1895, precedido por el censo del año 2000 y el conteo de 2005. Los datos demográficos arrojados por dicho censo son los más actuales y oficiales de México hasta la culminación del censo de 2020. Los resultados que arrojó este censo establecieron la población de México, en aquel momento, en 112 millones 336 mil 538 personas.

## Desarrollo
El 29 de enero de 2010 el INEGI emitió un acuerdo donde establecía las bases para llevar a cabo el censo de 2010 que estableció como fechas para el levantamiento las comprendidas entre el 31 de mayo al 25 de junio de 2010. El censo tuvo una cobertura nacional a través de entrevista directa mediante cuestionario a la jefa o jefe de los residentes de la vivienda o, en su lugar, cualquier persona mayor de 15 años en el lugar de su residencia habitual.

## Resultados
El censo arrojó que para el 12 de junio de 2010, México había alcanzado una población de 112 336 538 personas, con una tasa de crecimiento respecto al año 2000 de 1.4%.
En lo que respecta al género se contabilizaron 57 481 307 mujeres (51.2%) y 54 855 231 hombres (48.8%), esto es, 95 hombres por cada 100 mujeres.